# Miodrag Anđelković
Miodrag Anđelković (n. Kosovska Mitrovica, Yugoslavia; 7 de agosto de 1977) es un exfutbolista yugoslavo que se desempeñaba como delantero.

## Trayectoria
| Club                             | País           | Año       |
| -------------------------------- | -------------- | --------- |
| OFK Belgrado                     | Eslovenia      | 1995-1996 |
| RCD Espanyol                     | España         | 1996-1997 |
| UD Almería                       | España         | 1997      |
| SpVgg Greuther Fürth             | Alemania       | 1997      |
| Hapoel Petah-Tikvah              | Israel         | 1998      |
| OFK Belgrado                     | Serbia         | 1999-2000 |
| FK Smederevo                     | Serbia         | 2000      |
| Antalyaspor                      | Turquía        | 2000-2001 |
| Fluminense                       | Brasil         | 2001      |
| OFK Belgrado                     | Serbia         | 2002      |
| Coritiba                         | Brasil         | 2002      |
| Widzew Łódź                      | Polonia        | 2002-2003 |
| OFK Belgrado                     | Serbia         | 2003-2004 |
| Incheon United                   | Corea del Sur  | 2004      |
| Cerezo Osaka                     | Japón          | 2004      |
| FC Irtysh Pavlodar               | Kazajistán     | 2005      |
| FC Metalurh Zaporizhya           | Ucrania        | 2006      |
| Al-Ahli                          | Arabia Saudita | 2006      |
| OFK Belgrado                     | Serbia         | 2007      |
| Dalian Shide                     | China          | 2007      |
| Harbin Yiteng F. C.              | China          | 2008      |
| CS Pandurii Târgu Jiu            | Rumania        | 2009      |
| FC Internațional Curtea de Argeș | Rumania        | 2009      |
| Brantford Galaxy                 | Canadá         | 2010-2011 |
| Valletta F.C.                    | Malta          | 2011      |
| OFK Mladenovac                   | Serbia         | 2011-2012 |